# Августа фон Хановер
Августа Фридерика Луиза фон Хановер (на немски: Augusta Friederike Luise von Hannover; * 31 юли/11 август 1737, Лондон; † 23 март 1813, Лондон) от Хановерската династия, е принцеса от Великобритания, чрез женитба херцогиня на Брауншвайг-Люнебург и от 1780 до 1806 г. управляваща княгиня на Брауншвайг-Волфенбютел.

## Биография
Тя е най-възрастната дъщеря на принца на Уелс Фридрих Лудвиг фон Хановер (1707 – 1751) и Августа фон Саксония-Гота-Алтенбург (1719 – 1772), дъщеря на херцог Фридрих II фон Саксония-Гота-Алтенбург. Внучка е на крал Джордж II от Великобритания. Сестра е на крал Джордж III (1738 – 1820) и на Каролина Матилда (1751 – 1775), съпруга на Кристиан VII, крал на Дания и Норвегия.
Августа се омъжва на 16 януари 1764 г. в Шапел Роял, Лондон, за наследствения принц Карл Вилхелм Фердинанд фон Брауншвайг (1735 – 1806) от род Велфи. След смъртта на нейния съпруг и окупацията на Брауншвайг от френската войска тя бяга с дъщеря си Каролина в Лондон, където живее до смъртта си.

## Деца
Августа и херцог Карл Вилхелм Фердинанд фон Брауншвайг имат седем деца:
- Августа Каролина Фридерика Луиза (* 1764; † 1788), ∞ 1780 Фридрих II, херцог на Вюртемберг, разделени 1786 г.
- Карл Георг Август (* 1766; † 1806), почти сляп, ∞ 1790 Фридерика Луиза Вилхелмина фон Орания (1770 – 1819)
- Каролина Амалия (* 1768; † 1821) ∞ 1795 Джордж IV, крал на Великобритания
- Георг Вилхелм Христиан (* 1769; † 1811), малоумен
- Август (* 1770; † 1822), малоумен
- Фридрих Вилхелм (* 1771; † 1815), херцог на Брауншвайг-Люнебург и княз на Брауншвайг-Волфенбютел, ∞ 1802 Мари фон Баден (1782 – 1808)
- Амелия Каролина Доротея Луиза (* 1772; † 1773)